# Fazekas Lajos (filmrendező)
Fazekas Lajos (Kecskemét, 1939. augusztus 23. –) Balázs Béla-díjas magyar filmrendező, operatőr,  érdemes művész.

## Életpályája
Szülei: Fazekas Lajos rendőrkapitány és Szendrői Jozefa (1922–1992) voltak.
1954–1957 között a makói József Attila Gimnázium diákja volt. Az 1956-os forradalom alatt Makón a diáktüntetések egyik vezetője volt, ezért el kellett menekülnie. A kecskeméti Katona József Gimnáziumban érettségizett le. A középiskola után műtősként dolgozott a kecskeméti kórházban. Komlón bányász, Siófokon felcserként tevékenykedett. Zongorázással is próbálkozott. 1961–1965 között a Színház- és Filmművészeti Főiskola hallgatója volt Herskó János osztályában. 1964–1994 között a Mafilm rendező-operatőre volt. 1994 óta szabadfoglalkozású. Diákévei óta ír verseket, Idős korában, látásának romlása miatt egyre inkább a költészet felé fordult. Versei az Országútban jelentek meg. 
1965-ben a Balázs Béla Stúdióban fényképezte a Három történet a romantikáról című kisfilmet. Két évvel később készítette el a fiatalokról szóló első nagy játékfilmjét a Lássátok feleim! címen, amely ún. szerzői film.

## Magánélete
1979-ben házasságot kötött Görög Évával. Egy lányuk született: Piroska (1980).

## Filmjei

### Játékfilmek
- Kézenfogva (1964, Simó Sándorral, Szíjj Miklóssal)
- Kitörés (1964)
- Requiem (1964)
- A szonett (1965)
- Nosztalgia (1966)
- Lássátok feleim! (1967)
- Igaz mese Magyarországról (1972)
- Ámokfutás (1974)
- Defekt (1977)
- Művészegyüttessel Latin-Amerikában (1978)
- Haladék (1980)
- A sor

### TV-filmek
- Három történet a romantikáról (1965)
- Bors (1968)
- Hosszú levél (1968)
- Történelmi társbérlet (1968)
- Alattvalók és királyok (1972)
- Kasparek (1977)
- Vándorbot (1977)
- Földalatti történet (1980)
- A világ metrói (1984–1993)
- Barlangbudapest (1985)
- Almási, avagy a másik gyilkos (1987)
- Holnapra a világ (1989)
- Áldott szép Húsvétnak gyönyörű ideje (1991)
- Arany fának arany ága (1991)
- Bölcsek jöttek napkeletről (1992)
- Csillagtörténetek (1992)
- Az 1848-49-es forradalom és szabadságharc (1993)
- Csörgősipka (1993)
- Energia (1993)
- Kisváros (1993–2001)
- Sikeremberek (1993)
- Ganz Villamossági Művek (1994)
- Egyesült izzó (1994)
- "Engedjétek hozzám…" (1994)
- Zodiákus (1994)
- Duna-Tisza-csatorna (1994)
- Ez az a munkásság (1994)
- Hídépítők (1994)
- Magyarnémetek – Legenda a svábok hazájából (1999)
- Magyarnémetek – Rabszolgák (1999)
- Millenniumi mesék (2000)
- Családi album (2002)
- Tihany, az Európa-diplomás félsziget (2004)
- Az élet menete 2005 (2005)
- Gardasütés Tihanyban (2005)
- Fedőneve Achilleus (2006)
- Mátyás, a sosem volt királyfi (2006)
- Török dzsámiból, keresztény templom (2006)
- Vidéki srácok '56 - filmtrilógia (2006)
- Az Időkirály birodalma (2007)
- Négyszögletű kerek erdő (2007)
- Illemberke (2007)
- A hét nyolcadik napja (2010)
- Életveszélyben (Állatmesék) (2010)
- Küzdelem egy csatornáért és 100 ezer munkahelyért (2013)
- Végzős kezdők (2013)
- A Szent Jog
- Játékszüret
- Jankovics Marcell műsora

## Díjai
- Szkíta Aranyszarvas díj (2012)[4]
- Balázs Béla-díj (2018)
- Érdemes művész (2020)